# Jinfeng (Taitung)
Jinfeng (chinesisch 金峰鄉, Tongyong Pinyin Jinfong Siang) ist eine Landgemeinde im Landkreis Taitung auf Taiwan (Republik China).

## Lage, Geographie, Klima
Jinfeng liegt im südlichen Teil des Landkreises Taitung im Binnenland. Die maximale Ost-West-Ausdehnung beträgt etwa 24 Kilometer, die maximale Nord-Süd-Ausdehnung knapp 20 Kilometer. Die Gemeinde liegt vollständig im Binnenland, reicht aber in einem kurzen Abschnitt bis auf 1 Kilometer an die Küste heran. Jinfeng ist nahezu vollständig im Taiwanischen Zentralgebirge lokalisiert und topographisch durch starke Höhenunterschiede gekennzeichnet. Zum Pazifischen Ozean hin beträgt die minimale Höhe über dem Meeresspiegel 150 Meter und diese steigt zum Landesinneren bis auf maximal 3092 Meter an. Es finden sich schroffe Klippen und tief eingeschnittene Täler zwischen hohen Bergen. Das Klima ist ein tropisch, vom Monsun geprägt und variiert mit der Höhe.
Die Nachbargemeinden sind Beinan im Norden, Taimali im Osten, Daren im Süden, sowie Wutai, Majia und Taiwu im Westen (letztere drei im benachbarten Landkreis Pingtung).

## Geschichte
Die Unterwerfung bzw. Befriedung der hier lebenden taiwanisch-indigenen Stämme gelang erst zur Zeit der japanischen Kolonialherrschaft. Nach der Übertragung der Insel Taiwan an die Republik China (1945) wurde 1946 die Gemeinde Jinshan gebildet, die jedoch am 1. September 1958 wegen der Namensgleichheit mit einer Gemeinde im Landkreis Taipeh in Jinfeng umbenannt wurde.

## Bevölkerung
Mit einer Bevölkerungsdichte von etwa 10 Einwohnern pro km² gehört Jinfeng zu den am dünnsten besiedelten Gemeinden Taiwans. Von den knapp 3700 Einwohnern gehören ungefähr 95 % den indigenen Völkern an (etwa 85 % Paiwan, 10 % Rukai). Nach dem Zensus von 2010 wurden folgende Sprachen zu Hause gesprochen (Mehrfachnennungen möglich, Personen über 5 Jahren): Mandarin 95,3 %, Formosa-Sprachen 73,9 %, Andere 2,9 %, Taiwanisch 2,3 %, Hakka 0,0 %.
| Gliederung von Jinfeng                                                           |
| Kaaluwan 嘉蘭村 Rulakes 歷坵村 Sapuru 新興村 ↑ Sinapayan 正興村 ↑ Djumulj 賓茂村 |

## Verwaltungsgliederung
Jinfeng ist in 5 Dörfer (村, Cūn) untergliedert (Namen in Paiwan-Sprache, chinesischer Schrift und Transkription): Sinapayan (Zhengxing, 正興村), Kaaluwan (Jialan, 嘉蘭村), Sapuru/Pudun (Xingxing, 新興村), Djumulj/Geomoru (Binmao, 賓茂村) und Rulakes (Liqui, 歷坵村). Zwei Dörfer – Sinapayan/Zhengxing und Djumulj/Binmao – sind Enklaven in der Nachbargemeinde Taimali.

## Landwirtschaft
Die Mehrheit der Erwerbstätigen arbeitet in der Landwirtschaft. Allerdings werden nur etwa 11 Prozent der Fläche landwirtschaftlich genutzt. Angebaut werden u. a. Kolbenhirse, taiwanischer roter Quinoa (Chenopodium formosanum), Kaffee, Zimtapfel und Rosellen.